# 南尤伊斯特岛
南尤伊斯特岛（英語：South Uist）是苏格兰外赫布里底群岛中的一个岛屿。2001年人口普查时，岛上居民有1818人。岛上有一个自然抱去和许多考古遗址，全英国唯一的史前木乃伊就发掘于该岛。90%人口是天主教徒。
岛的西部是沿海沙质低地，东海岸则多山，包括620米的Beinn Mhòr和606米的Hecla。岛上主要的村落是Lochboisdale。